# Symmetropleura fausta
Symmetropleura fausta är en insektsart som beskrevs av Giglio-tos 1898. Symmetropleura fausta ingår i släktet Symmetropleura och familjen vårtbitare. Inga underarter finns listade i Catalogue of Life.